# Ueli Steck

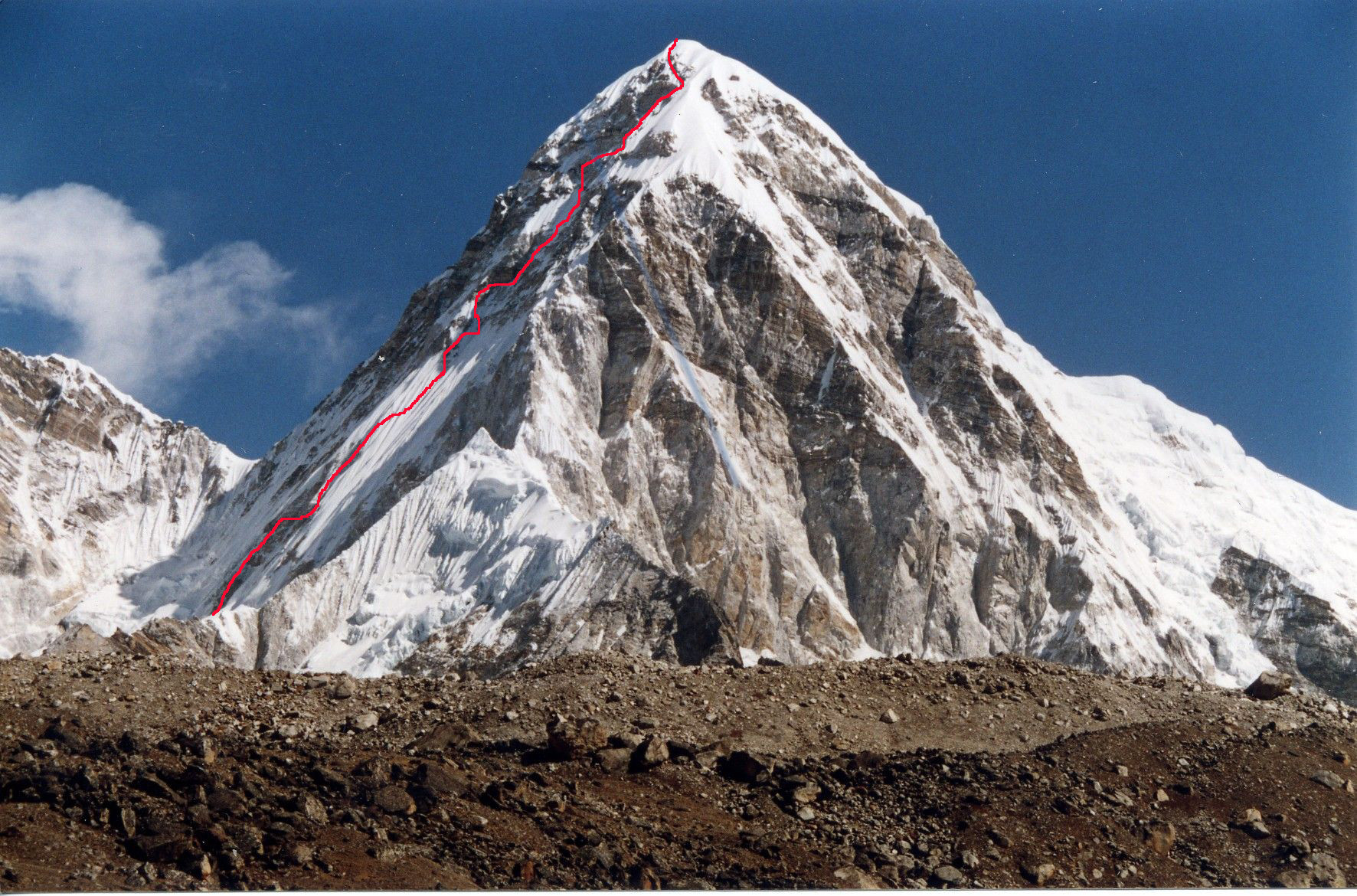
Route van de eerste beklimming van de Pumori westwand, Bühler en Steck 2001

Ueli Steck (Langnau im Emmental, 4 oktober 1976 – Nuptse, Nepal, 30 april 2017) was een van de bekendste bergklimmers van zijn generatie. Hij is vooral bekend door de routes die hij solo heeft geklommen en werd de Swiss Machine genoemd.

## Biografie
Toen hij 17 was kon hij routes klimmen met moeilijkheidsgraad 9. In 1995, toen 18, heeft hij de noordwand van de Eiger beklommen. Datzelfde jaar ook de Bonatti-pijler in het Mont Blancmassief.
In juni 2004 beklom hij met Stephan Siegrist de noordwanden van de Eiger, de Mönch en de Jungfrau in minder dan 25 uur. Daarna volgden successen in de Himalaya.
Het was zijn doel de zuidwand van de Annapurna in alpinestijl te beklimmen, dat wil zeggen dat hij daarbij geen vast touw gebruikt en voor de beklimming niet eerst een keer in het dal, op zijn uitgangspunt terugkomt. In 2007 overkwam hem een ongeluk en moest hij opgeven. In 2008 gaf hij zijn poging op om een Spaanse bergklimmer te redden. Die bereikten ze nog wel, maar die stierf toen Steck hem had bereikt. Met Simon Anthamatten kreeg Steck een onderscheiding voor deze reddingspoging. In 2013 heeft hij weer een poging gedaan. Naar eigen zeggen heeft hij daarbij de top gehaald. Hoewel dat aannemelijk is, heeft hij daar geen onweerlegbaar bewijs voor.
Tijdens een poging de Mount Everest te beklimmen in 2013 werd hij samen met de Italiaan Simone Moro en de Engelsman Jonathan Griffith in kamp 2 door een grote groep sherpa's aangevallen. Daarbij raakte hij in zijn gezicht gewond. Toen de drie met messen werden aangevallen en bedreigd, besloten zij van hun verdere beklimming af te zien.
Steck kwam op 30 april 2017 op 40-jarige leeftijd in Nepal om het leven tijdens een beklimming van de Nuptse.

## Beklimmingen
- 1995 Eiger, Heckmair-Route in de noordwand, 1800 m AS
- 1998 Mönch Hastoncouloir, solo in 3,5 uur 1000 m AS-
- 1999 Eiger Lauperroute, solo in 5 uur 1800 m AS-
- 2000 Eiger-noordwand, Yetiroute, 7c/A0
- 2000 Mönch-noordwand, Direttissima eerste beklimming 1000 m M5/Wi5
- 2001 Grandes Jorasses Walkerpfeiler, winterbeklimming 1200 m AS
- 2001 Pumori, eerste beklimming van de westroute door ijs 1400 m M4/80 graden, met Ueli Bühler
- 2001 eerste beklimming van The Young Spider in de noordwand van de Eiger 1800 m M7/Wi6, 7a/A2
- 2002 Mount Dickey in Alaska, eerste beklimming 1700 m M7+ AI6 5.9/A1
- 2002/03 twee pogingen met Erhard Loretan om de noordwand van de Jannu 7710 m te beklimmen
- 2003 Punta Heron in Patagonië
- 2003 La vida es silbar in de Eiger-noordwand 900 m 7c
- 2004 Eiger, Mönch en Jungfrau noordwand in 25 uur
- 2005 eerste solobeklimmingen van de Tawoche-oostwand 6515 m en de Cholatse-noordwand 6440 m: de Khumbu-Express
- 2006 Matterhorn, solobeklimming van de noordwand
- 2006 Eiger-noordwand, solobeklimming in de winter van de The Young Spider
- 2006 Gasherbrum II 8035 m, eerste beklimming van de noordwand, daarbij ook de Gasherbrum II Ost 7772 m
- 2007 Eiger-noordwand, snelheidsrecord Heckmair-Route in 3:54 uur
- 2008 Eiger-noordwand, snelheidsrecord, Heckmair-Route in 2:47:33 uur
- 2008 Grand-Jorasses-noordwand, snelheidsrecord, Colton-McIntyre-Route in 2:21 uur
- 2008 Tengkampoche-noordwand 6500 m eerste beklimming met Simon Anthamatten, in alpinestijl. Hij heeft daarvoor de Piolet d’Or ontvangen.
- 2009 Matterhorn, noordwand, snelheidsrecord Schmid-Route: 1:56 uur
- 2009 Gasherbrum II 8034 m, solobeklimming
- 2009 Makalu 8485 m, normaalroute
- 2011 Shishapangma 8027 m, solobeklimming van de zuidwestwand
- 2011 Cho Oyu 8188 m, met Don Bowie, door de westwand, 18 dagen na de Shishapangma
- 2012 Mount Everest, met de 21-jarige Sherpa Tensing
- 2013 Annapurna 8091 m: eerste solobeklimming van de zuidwand, 28 uur naar de top en terug, geen duidelijk bewijs
- 2015 Beklimming tussen 11 juni en 11 augustus van alle 82 vierduizenders in de Alpen. Om naar de volgende berg te gaan maakte hij geen gebruik van gemotoriseerd vervoer.
- 2015 Eiger-noordwand, snelheidsrecord, Heckmair-Route in 2:22:50 uur[2]

De snelheidsrecords van de grote noordwanden in de Alpen heeft hij solo geklommen.